# 卢建新 (经济学家)
卢建新（1974年—），湖北孝感人，中南财经政法大学金融系教授，研究方向为房地产金融与投资等。曾主持中国国家社科基金青年项目等多个重点项目，並担任世界华人不动产学会（GCREC）理事等职务。出版作品有《内部资本市场配置效率研究》等。

## 生平
1993年至2003年先后获得湖北大学房地产经营与管理专业获经济学学士、中南财经政法大学产业经济学专业（房地产经济方向）经济学硕士学位；2008年至2011年，在复旦大学应用经济学博士后流动站从事博士后研究；
2003年至今，在中南财经政法大学任教，期间曾在波士顿大学经济系担任访问学者等。

## 出版作品
著有《地方政府土地出让行为的政治经济分析》、《海绵城市PPP投融资模式及绩效评价研究》、《住房价格波动的时空特征、传导机理与金融风险研究》、《内外部资本市场互动关系及其政策效应》、《内部资本市场配置效率研究》。